# 島田島
島田島（しまだじま）は、徳島県の北東端に位置する面積約5.7km2の島である。徳島県の島としては、大毛島に次いで広い。北は播磨灘に、東は鳴門海峡に、南はウチノ海に、西は小鳴門海峡にそれぞれ面している。

## 概要
島の全域は、かつては瀬戸町に属していたが、1947年の合併後は鳴門市の一部（堂浦、北泊、小島田、中島田、大島田、室、撫佐）となっている。瀬戸内海式気候であり、島内には川がない。それ故、1968年に上水道が設置される以前は、農業用水・飲料水をため池・井戸に頼っていた。
1971年には小鳴門新橋・堀越橋（鳴門スカイライン）が開通し、四国・大毛島と陸続きになった。島の中央部には、断層が走り、随所に断層破砕帯が露出している。また、平安時代の集落の遺跡が残っている。

## 島内施設
- 鳴門市島田小学校（休校）
- 四方見展望台（鳴門スカイライン）
- 阿波井神社
- 嶋土神社
- 鳴門島田島温泉
- 鳴門シーガル病院（旧阿波井島保養院） - 渡船で対応、乗用車乗り入れ不可（道路未整備のため）